# Entidades de tenencia de valores extranjeros
Entidades de tenencia de valores extranjeros (ETVE) es la denominación de una figura de opacidad fiscal en España, surgida en 1995 como emulación de figuras semejantes existentes en otros países de la Unión Europea (Holanda, Bélgica, Suiza, Dinamarca, Suecia, Irlanda, etc.) que se estaban beneficiando de la atracción de capitales o dumping fiscal y que reciben el nombre genérico de holding.
En el caso español, los beneficios fiscales son muy importantes: están exentos de pago la entrada y la salida de capitales, los dividendos, beneficios y plusvalías generados por las empresas extranjeras participadas por las ETVE. Únicamente la inversión que realicen para desarrollar su actividad dentro de España queda sujeta a tributación; en cambio sí que pueden deducirse gastos. 
Se consiente la utilización de esta figura a entidades con un 5% de inversión extranjera o 6 millones de euros. Otros requisitos son el mantenimiento de la inversión durante un año y que el origen sea industrial o comercial.
Las ETVE supusieron casi los dos tercios de la inversión total en España en 2002, y desde entonces su importancia ha disminuido hasta llegar al 22% en 2010.
El caso de ExxonMobil Spain ha sido considerado particularmente significativo, llegándose a considerar su utilización de la figura de la ETVE como equivalente a la de un paraíso fiscal.